# گورود-ماکیت
گورود-ماکیت (روسی: Город-Макит) یک قله در استان آمور کشور روسیه است.